# Штурман (ралі)

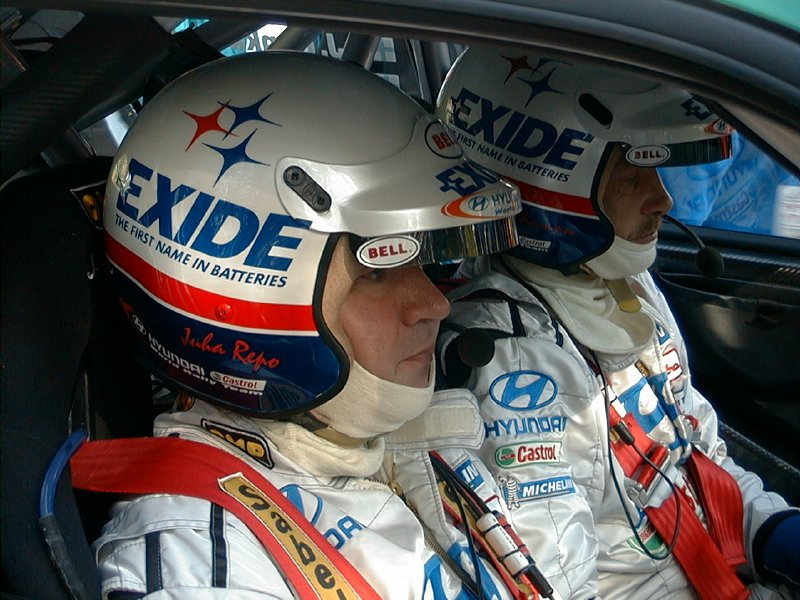
Екіпаж в складі штурмана Юхи Репо і пілота Юхи Канккунена на ралі Фінляндія 2001

Шту́рман (нід. stuurman. , від stuur — «кермо» і man — «людина») — другий член гоночного екіпажу, який слідкує за маршрутом по стенограмі, дорожній книзі або карті, і дає водію вказівки для пересування по трасі. Штурман у ралі-рейдах займається орієнтуванням (ця навичка не обов'язкова в класичному ралі), слідкує за дотриманням нормативів по швидкісному режиму і часу, спілкується з суддями і контролює записи на карті або в штурманському зошиті (в залежності від виду автоспорту).

## Задачі штурмана
Штурман виконує важливу роль у роботі гоночного екіпажу. Саме він майже завжди здійснює комунікацію між екіпажем і суддями. Ще перед початком змагань штурман повинен провести підготовку. Йому необхідно вивчити правила змагань, отримати і розібратися в суддівських документах, розрахувати середню швидкість, скласти робочі документи (маршрутний лист, таблицю середньої швидкості)[3].
У своїй роботі штурман класичного ралі, використовує самостійно створені стенограми («легенди») — стенографічний опис траси, який містить умовний опис поворотів, орієнтирів та особливостей траси. Під час проходження по трасі штурман керує режимом руху автомобіля орієнтуючись на стенограму, підказуючи водію направлення руху з урахуванням вибраної швидкості. Штурман повинен слідкувати за тим, щоб дотримувався графік проходження траси, може оперативно вносити поправки, робити відмітки на карті у місцях контролю часу, раптового контролю часу та на швидкісних ділянках.
У ралі-рейдах у екіпажів немає можливості заздалегідь ознайомитися з трасою, тому штурману видається перед стартом гонки дорожня книга з легендою-стенограмою, яка написана представниками організаторів змагання. Задача штурмана — правильно зорієнтуватися на незнайомій місцевості за допомогою дорожньої книги і карти або GPS-приймача.

## Відносини між пілотом і штурманом
Іноді відносини пілота та штурмана можуть виходити за межі спорту. Нерідко можна побачити на змаганнях екіпаж, який складається з братів, як у разі з братами Жилем і Ерве Паніцці або Пером і Інгваром Карлссон, які виграли в Швеції 1988 року). В Іспанії брати Вальєхо — чемпіони Іспанії 2009 року, брати Хорхе і Хоакін Рікельме в Чилі, які спільно почали кар'єру та з 2010 року тричі ставали чемпіонами в своїй категорії. Фінський пілот Маркус Гронхольм протягом всієї своєї кар'єри виступав з Тімо Раутіайненом, одруженому з його сестрою.